# Велорух у Львові

Святковий парад на площі Міцкевича, 1921—1930 рр.

Оголошення про продаж велосипедів у газеті Kurjer Lwowski за 28 квітня 1898 року

Велорух у Львові як масове явище існує з кінця XIX століття. Вперше двоколісну машину, яка називалась «велосипед», побачили львів'яни на своїх вулицях незадовго після його винайдення — в кінці квітня 1867 року, на 2 роки швидше, ніж він з'явився у Києві.
Привіз до Львова перший велосипед з Парижа Міхал Мрозовський. Перші велосипеди були дорогим задоволенням, адже коштували 600 франків (на цю суму у французькій столиці можна було харчуватися півтора року). Вартісна покупка пана Міхала не потішила, адже їздити на велосипеді він так і не навчився, постійно падав, тому подарував транспорт спортивному товариству «Сокіл».
Львів'яни спочатку велосипед називали «колами», а велосипедистів — «колістами». Пізніше велосипед називали «біциклом», а керманичів називали «циклістами». У 1910-их роках популярності набула назва «ровер» за іменем англійської фірми, вироби якої користувалися в Західній Україні популярністю.
Вже в 1869 році у Львові почало виходити одне з перших у Європі періодичне видання «Das Velocipede».
Велосипед швидко набув популярності і в 1886 році у Львові був зареєстрований «Львівський Клуб Циклістів». ЛКЦ став першим велосипедним клубом на території України і одним з перших у Європі. 1892-го в клубі налічувалося вже 236 учасників. Велосипедний клуб діяв також при «Львівській політехніці». Багато учасників налічував і відділ при спортивному товаристві «Сокіл» — 1893 року в ньому було майже сто велосипедистів.
Перший велопрокат у Львові з'явився в травні 1886 року. Тоді механік Іваніцький створив випозичальню велосипедів після укладення угоди з власником ресторану на Високому Замку. Це була перша випозичальня велосипедів на Галичині.
Перша веломайстерня розпочала роботу 6 травня 1893 р. В цей день у Львові механік Александр Заячківський в своєму закладі по вул. Коперніка відкрив першу в краї ремонтну майстерню для біциклів. Це свідчило про велику кількість циклістів у місті.
З популяризацією велоруху велосипеди стали не лише засобом пересування, але й новим видом спорту. В місті проводили велосипедні змагання. В 1894 році у Львові презентовано перший велосипедний проект євпропейського рівня — спортивна траса для коловців 400 метрової довжини «навколо легкоатлетичного стадіону з врахуванням міжнародних вимог з будівництва такого типу споруд». Ця споруда була признана одним з найкращих досягнень країни і не мала собі рівних у Галичині до кінця століття.
1894 року у Львові вийшов тоненький, але ілюстрований «Підручник для велосипедистів» авторства Казимира Хеммерлінга, засновника гуртка любителів спорту при львівському «Соколі», та Віктора Бергера, який мав на вул. Академічній велосипедну крамницю і спонсорував видання підручника.
Значна кількість велосипедистів у Львові диктувала нові вимоги до роботи установ, підприємств, житлового будівництва. «Крайовий банк у Львові» перший в Галичині організував приміщення для велосипедів своїх клієнтів і працівників. В новобудовах п. Ріхтмана по вул. Академічній, які були закінчені весною 1897 року, спроектовано в нижній частині будинку приміщення для велосипедів.
Відтоді як велосипеди стали невід'ємною частиною руху в місті, органи влади були змушені все частіше регламентувати дорожній рух з врахуванням його нових учасників. Відтак, 10 серпня 1898 року дирекція поліції з погодженням Магістрату Львова видає «Правила їзди на колі на території м. Львова», де в п. 1 зазначено «Коло кожного типу, вважається за транспорт легкий, тим самим надалі зобов'язує коловців дотримуватись порядку руху для всього транспорту в м. Львові». Це означало, що нарешті скасовуються всі дискримінаційні приписи минулих років стосовно велосипедистів і велосипед стає повноправним учасником дорожнього руху.

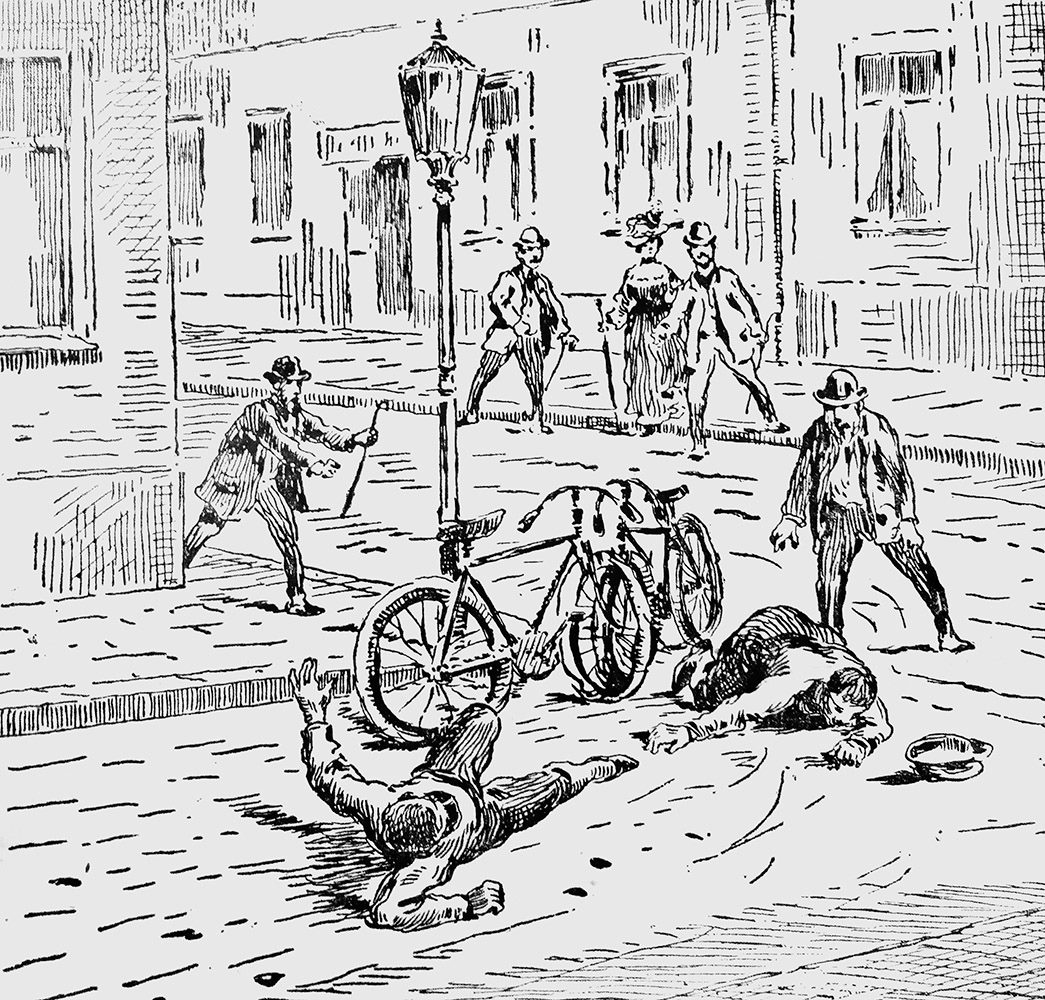
Зіткнення велосипедистів у Львові в 1903 році

Велопрокат на вул. Джерельній (1930-ті)

Велорух у місті був настільки активним, що періодично траплялись навіть велосипедні ДТП. Одну із них — «карамболь роверовий», що стався влітку 1903 року на розі вул. Пекарської і Сакраменток, детально описали в газеті Wiek Nowy.
Після 1906 року на стадіоні, який знаходився на території Стрийського парку і межував з Виставою Крайовою, було влаштовано Тор циклістів для тренування велосипедистів львівського Клубу Циклістів та Мотористів.
На початку ХХ сторіччя на один автомобіль на Галичині припадало 50 велосипедів.
Наприкіці 1940-х років був заснований Львівський велосипедний завод (ЛВЗ), що випускає велосипеди та електровелосипеди і донині. Першою масовою продукцією нового підприємства в 1950-х роках були велосипеди В-14, В-27, жіночі моделі В-22, В-25, створені за німецькими зразками, а пізніше ряд моделей для дітей і підлітків. Ще один велосипедний завод ще від міжвоєнного періоду діяв на Новому Львові, саме на його базі в 1959 році заснували завод «Полярон».
Черговий сплеск популярності велотранспорту в сучасний період, в добу автомобілезації, відбувся у Львові в 2010-их роках. Тоді ж у місті дали старт розбудові велосипедної інфраструктури.
Перша у Львові та в Україні концепція розвитку велоінфраструктури вийшла під назвою «Програма першої стадії розвитку велосипедної мережі та відповідної інфраструктури у Львові у 2011—2019 роках».
Львівська міська рада: https://city-adm.lviv.ua/news/actual/12876-programa-pershoji-stadiji-rozvitku-velosipednoji-merezhi-ta-vidpovidnoji-infrastrukturi-u-lvovi-u-2011-2019-rokah [Архівовано 16 листопада 2011 у Wayback Machine.]
В 2015 році місто Львів стало першим в Україні, де запровадили систему громадського велопрокату. Станом на 2017 рік мережа муніципального велопрокату у Львові налічувала 140 велосипедів і 24 станції прокату. Всього було заплановано встановити 150 станцій.
Відповідно до підрахунків кількості велосипедистів на завантажених перехрестях, які періодично проводяться ГО «Львівська асоціація велосипедистів» та ЛКП «Львівавтодор», станом на 2017 рік для щоденних поїздок в будні дні велосипед використовували трохи більше 1,3 % мешканців. Для порівняння — в 2009 році ця цифра складала 0,3 %. Опитування про міську мобільність від КУ «Інститут міста» в 2019 році показало, що для переміщення містом переважно використовують велосипед 6 % мешканців Львова.
В той же час відсоток володіння велосипедом в місті дуже високий. Згідно з моніторингом німецького консорціуму «Dreberis» та університету «Львівська політехніка» понад 20 % львів'ян мали ровери станом на 2011 рік. Відповідно до дослідження, проведеного КУ «Інститут міста» в 2019 році, мають велосипеди 51 % сімей (28 % мають 1 велосипед, 17 % — 2 велосипеди, 4 % — 3 велосипеди і 2 % мають більше 3 велосипедів).

## Громадські організації та рухи

### Львівська асоціація велосипедистів
Основною профільною організацією, що займається питаннями розвитку велоруху в місті є Громадська організація «Львівська асоціація велосипедистів» (ЛАВ), яка була зареєстрована в 2015 році на базі створеної в 2010 році громадської ініціативи «Асоціація велосипедистів Львова».
Львівська асоціація велосипедистів є організатором та співорганізатором різноманітних велоподій, заходів, велопробігів, а також досліджує міську велосипедну інфраструктуру і займається промоцією велоруху.

### Львівський велоклуб
Організацією Велодня, велозмагань, перегонів та марафонів в місті та області займається Львівський велоклуб (Lviv Bicycle Club), що було засновано у Львові в 2007 році.

### Critical Mass Lviv
За розвиток велоруху та його популяризацію виступає також громадський рух «Критична маса Львів» (Critical Mass Lviv). Львівський осередок всесвітнього соціального руху «Критична маса» існує в місті з 2013 року. Учасники долучаються та проводять акції щодо розвитку велоінфраструктури та організовують супровід велопробігів. Крім велоподій, учасники долучаються до екологічних та соціальних акцій в місті.

### Громадський велопатруль
Велопатруль на громадських засадах розпочав свою роботу в лютому 2014 року, після початку Революції гідності. Потреба у громадському контролі правопорядку в місті виникла після Ночі гніву, коли правоохоронні органи перестали виконувати свої обов'язки. Велосипедисти Львова об'єдналися в мобільні групи для реагування і попередження правопорушень. На перші патрулювання приїздило близько 200 велосипедистів. Громадська ініціатива «Велопатруль» існує і до сьогодні. Зараз, в більшості випадків, велопатруль залучають до супроводу різноманітних велопробігів, в тому числі комерційних або корпоративних велопробігів.

### Клуб велосипедного туризму «Колесо вітрів»
Громадська організація "Клуб велосипедного туризму «Колесо вітрів» була заснована 2007 року та пропагує сприяння розвитку туризму, підвищення ролі фізичної культури і спорту, зміцнення здоров'я та формування здорового способу життя, ознайомлення та вивчення екскурсійних об'єктів, активний відпочинок.

### Львівський Екстремальний Велоспорт
ГО «Львівський Екстремальний Велоспорт» (ЛЕВ) — об'єднання, створене для розвитку і популяризації екстремального велоспорту.

### Bike Sport Active
Bike Sport Active — клуб активного відпочинку та велосипедний рух у м. Львові. заснований в 2020 р., є організацією, яка створена з метою подальшого розвитку, популярізації та пропаганди велосипеда для кожного. Організація проводить регулярні велопробіги, та займається створенням туристичних велосипедних маршрутів Львівщини.

## Участь влади міста
В структурі Львівської міської ради немає органів, які би окремо займалися розвитком велоруху чи велоінфраструктури в місті. Проте, у міського голови Львова є позаштатний радник з питань розвитку велоінфраструктури.

## Велоподії

Осінній день «Велосипедом на роботу» (20.09.2017)

### Велопарк
З 2015 року у Львові в Парку культури та відпочинку імені Богдана Хмельницького раз на рік відбувається фестиваль велосипедистів «Велопарк». В рамках фестивалю відбувається велопробіг, велоквест, змагання з велотріалу, крос-кантрі та даунхілу, а також велополо, велоконкурси й вікторини. На території діють веломайстерня та прокат велосипедів, а також дитяча зона.

### Велосипедом на роботу
Чотири рази на рік — навесні, влітку, восени та взимку в місті проходить акція «Велосипедом на роботу». Акція покликана популяризувати велосипед, як транспорт для щоденних поїздок, в тому числі на роботу і навчання.

### Кінофестиваль «Ровер»
Кінофестиваль «Ровер» (Rover Film Festival) — перший в Україні велосипедний велофестиваль, який пройшов 21-22 вересня 2013 року. Електроенергія для забезпечення перегляду кінофільмів генерувалася безпосередньо на місці учасниками фестивалю за допомогою велогенераторів.

## Велопробіги

### Регулярні велопробіги

Учасники веломарафону «Бачу! Можу! Допоможу!» на акції Critical Mass Lviv (26.06.2015)

Акція Critical Mass Lviv (25.08.2017)

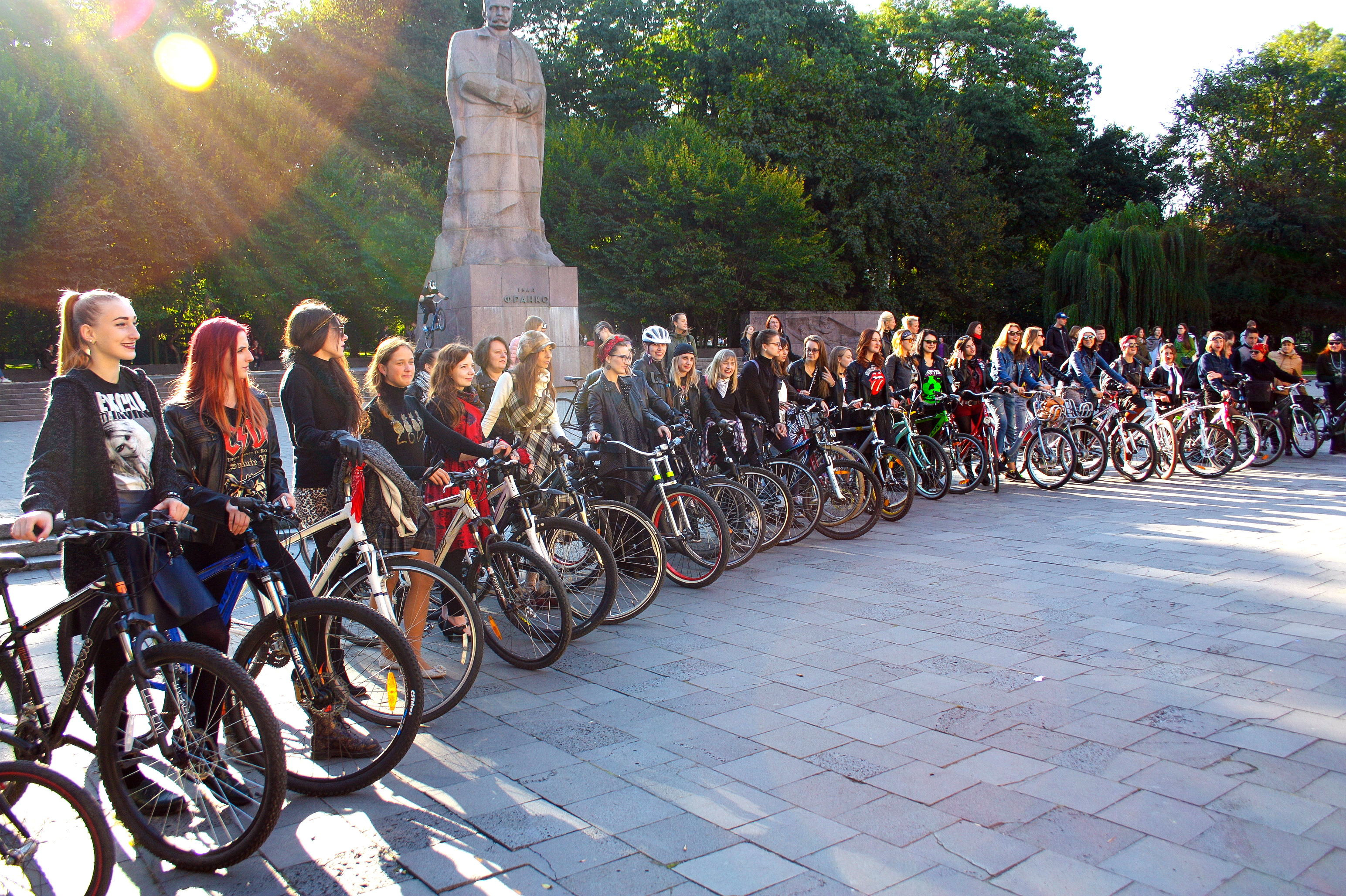
Щорічний жіночий велопарад (30.09.2017)

Щороку в місті відбувається масштабна подія — Всеукраїнський Велодень.
З 2010 року у Львові відбувається щорічний Львівський жіночий велопарад. Захід має свій дрес-код та тематику, які щороку змінюються. Організатором акції традиційно є Львівська асоціація велосипедистів.
З 2012 року час від часу відбуваються нічні заїзди роверистів під назвою «Нічне катання велосипедом по Львову».
З 2013 року, у Львові регулярно проходять щомісячні велопробіги Critical Mass Lviv, які відбуваються в останню п'ятницю кожного місяця.
Щороку, починаючи з 2013, в місті проходить велопробіг «Кавова ВелоМиля», який проходить в рамках кавового фестивалю і об'єднує велофанів та кавоманів.
Саме зі Львова 4 липня 2015 року стартував щорічний всеукраїнський благодійний велопробіг «Бачу! Можу! Допоможу!» на велосипедах-тандемах за участі людей з вадами зору. Попередньо, напередодні старту велопробігу, учасники випробували свої сили долучившись 26 червня до велопробігу Critical Mass Lviv. Львів був місцем старту велопробігу в 2015 та 2016 роках.
З 2015 року в місті проходить велопроменад «Батяри на роверах» — це перший львівський ретро велозаїзд, який об'єднує людей, що цінують стиль та міські велосипеди. Учасники вдягаються у ретрокостюми та створюють собі образи початку ХХ ст. Учасники підтримують не лише велорух, але й традиції львівської субкультури 20-30-х років минулого сторіччя — батярів.

### Нерегулярні велопробіги
Всеукраїнський велопробіг «На швидкості життя» стартував зі Львова 12 вересня 2013 року. Метою проекту було привернути увагу широкої української громадськості до проблеми недостатньої фізичної активності та гіподинамії. У заході взяв участь відомий український велогонщик, параолімпійський чемпіон світу Єгор Деметьєв.

## Велозмагання
- Міжнародні змагання з велоспорту на велотреку «Гран-Прі Галичина». Організатор: Львівська обласна федерація велосипедного спорту, за активної підтримки управління молоді, сім'ї та спорту Львівської міської ради, Міжнародного союзу велосипедистів (UCI), Федерації велосипедного спорту України, Міністерства молоді та спорту України та Національного олімпійського комітету.
- Змагання на велотреку «Критий Ровер». Організатор: Львівський велоклуб.
- Веломарафон «Львівська Сотка». Організатор: Львівський велоклуб.
- Веломарафон «Львівська ДвохСотка». Організатор: Львівський велоклуб.
- Дитячі велозмагання «Дивогонка». Організатор: львівський осередок «Пласту».
- 2-й етап кубка України з велотріалу. Організатор: спортивний клуб «Байктріал Перфоменс».
- Чемпіонат з міні-даунхілу
- Змагання з велосипедного туризму «Snow bike». Організатор: Клуб велосипедного туризму «Колесо вітрів».

## Велоатракції

### Рейковий велосипед
В листопаді 2014 року в місті запустили рейковий велосипед. Спеціально спроектована чотириколісна конструкція, на яку встановлюється власний велосипед, призначена для руху залізничними коліями. Рейковий велосипед вперше поїхав історичною колією в ландшафтному парку «Знесіння».

## Велоакції
В рамках Європейського тижня мобільності в 2015 році у Львові пройшов конкурс «Велопрацедавець-2015 у Львові», який організовувала Львівська асоціація велосипедистів. Метою конкурсу було визначити найбільш дружні до велосипедистів офіси та установи міста. Також для керівництва це чудова можливість заявити про свою компанію, яка дбає про сталий розвиток і збереження планети. Переможцем мав стати той працедавець, який створив найкращі умови для працівників-велосипедистів компанії чи організації та клієнтів, які приїжджають на велосипедах. Серед критеріїв відбору були наявність і якість велостійок, додаткових зручностей для велосипедистів (душ, роздягальні), відсоток велосипедистів до загальної кількості працівників, всіляке заохочення їзди на велосипеді та бонуси для велосипедистів від компанії.

## Поліцейський велопатруль

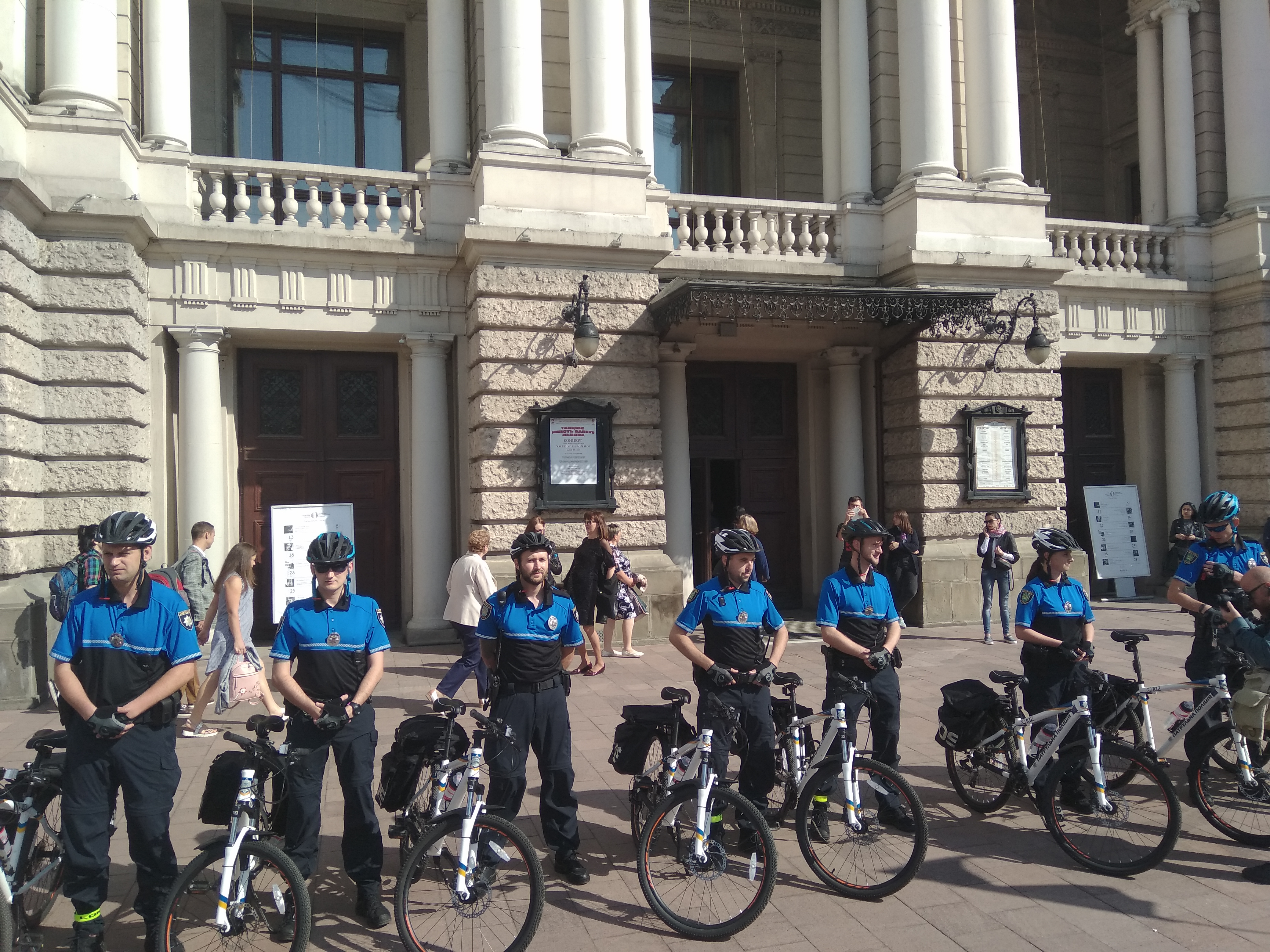
Поліцейський велосипедний патруль на Велодні-2018

Вперше про створення велосипедного та мотоциклетного патруля було оголошено ще в 2015 році. Тоді планувалося втілити цю практику за зразком канадських патрулів. Проте, реалізацію ініціативи відклали.
В 2017 році знову анонсували запуск велопатруля, який мав виїхати на вулиці ще до кінця року. Поліцейські вже були відібрані, пройшли спеціальний тренінг.
Реально роботу поліцейський велосипедний патруль патруль розпочав навесні 2018 року. До патрулювання залучена команда з 10 поліцейських, які їздять в середмісті Львова. Маршрути патрулювання пролягають через пішохідну зону навколо площі Ринок та міських парках і скверах.
Велопатруль виконує всі стандартні функції поліцейського патруля, включно з оформленням протоколів за порушення ПДР водіями авто, а також відпрацьовує правопорушення в пішохідних та паркових зонах, які не охоплюють автомобільні поліцейські патрулі.

## Галерея

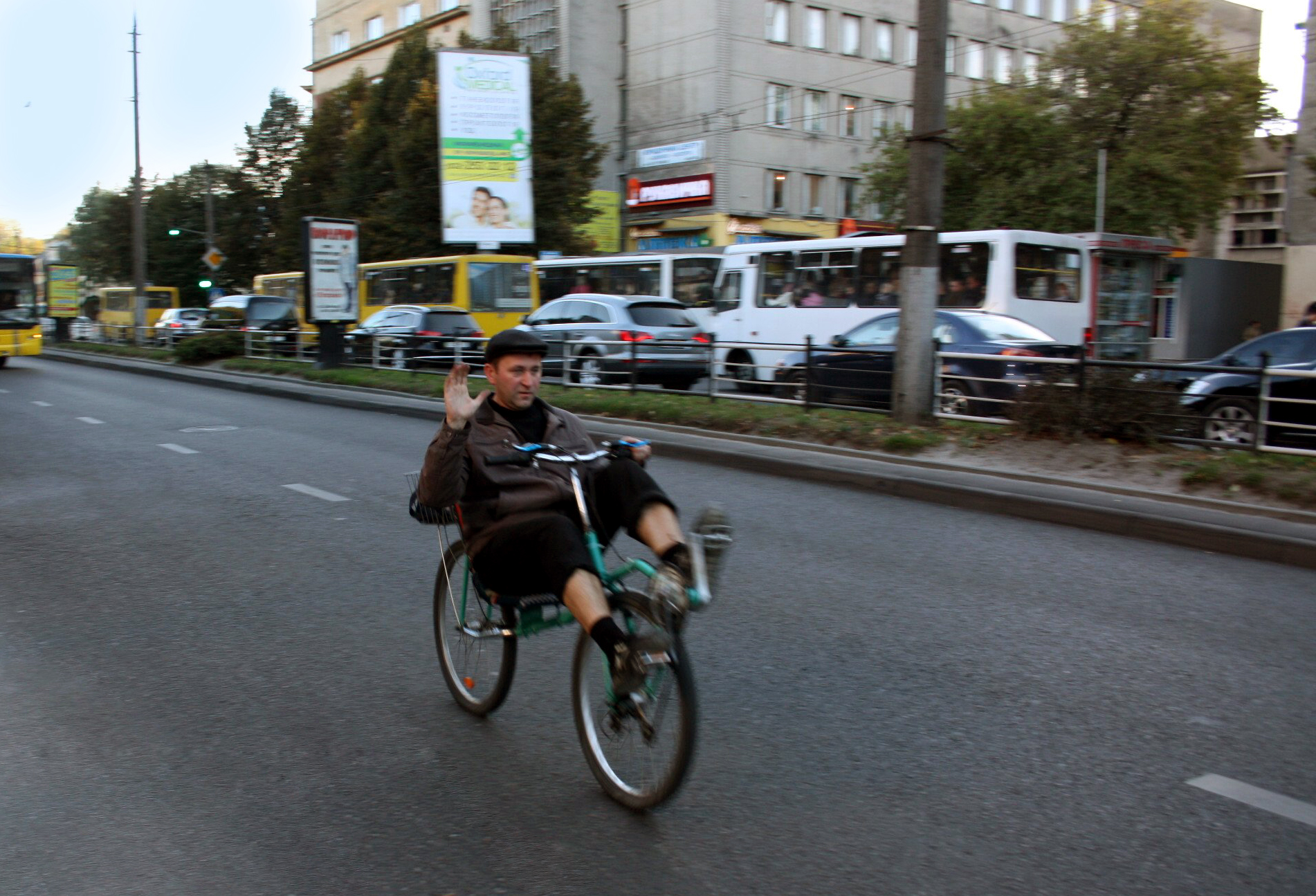
Лігерад на пр. Чорновола, 2015 р.
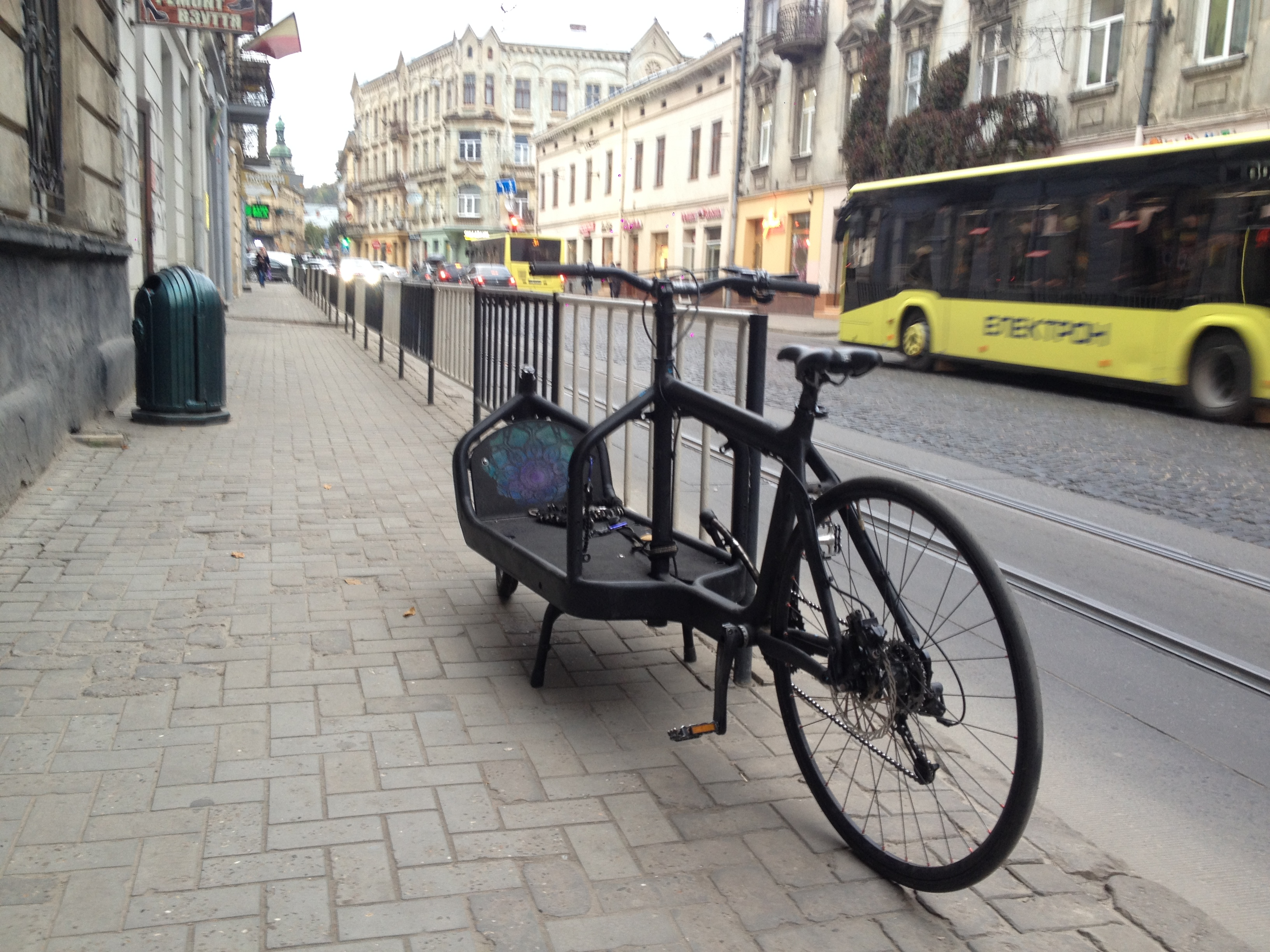
Вантажвéл на вул. Івана Франка, 2017 р.
Тандем на пр. Свободи, 2017 р.
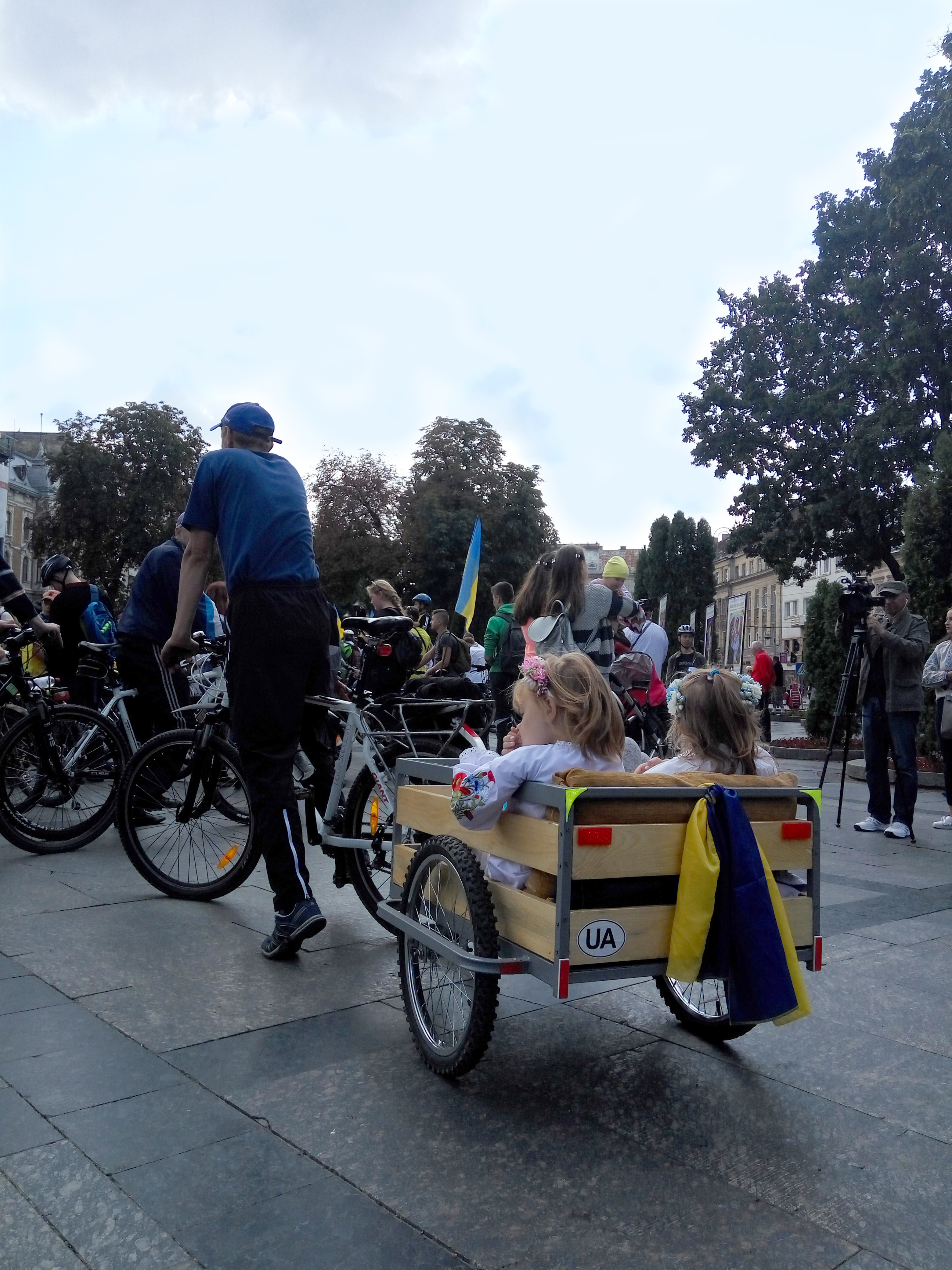
Велосипед з причепом, 2017 р.
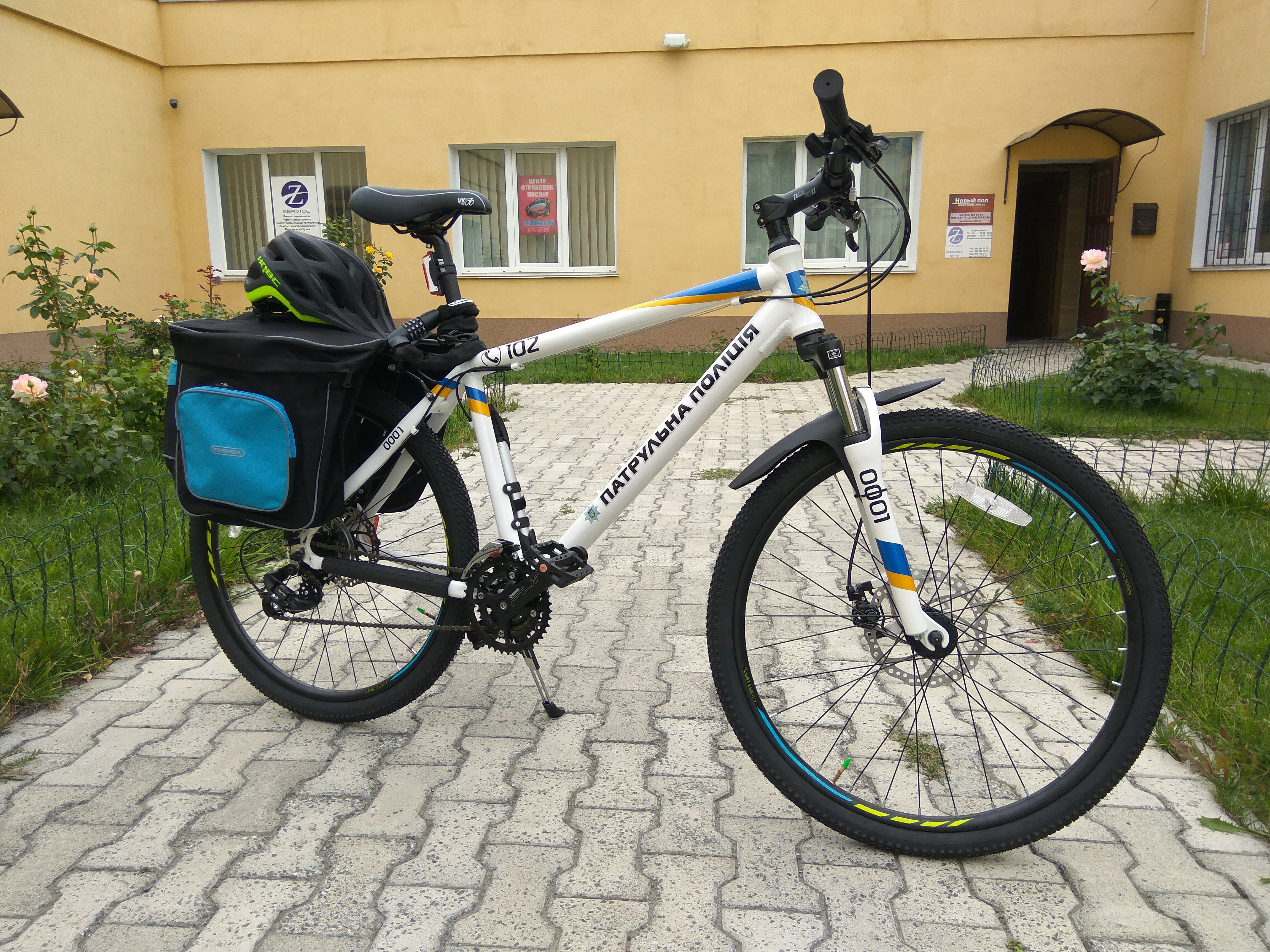
Велосипед поліції Львова, 2017 р.
Велосипед Укрпошти, 2017 р.